# Peter Gottfried Kremsner

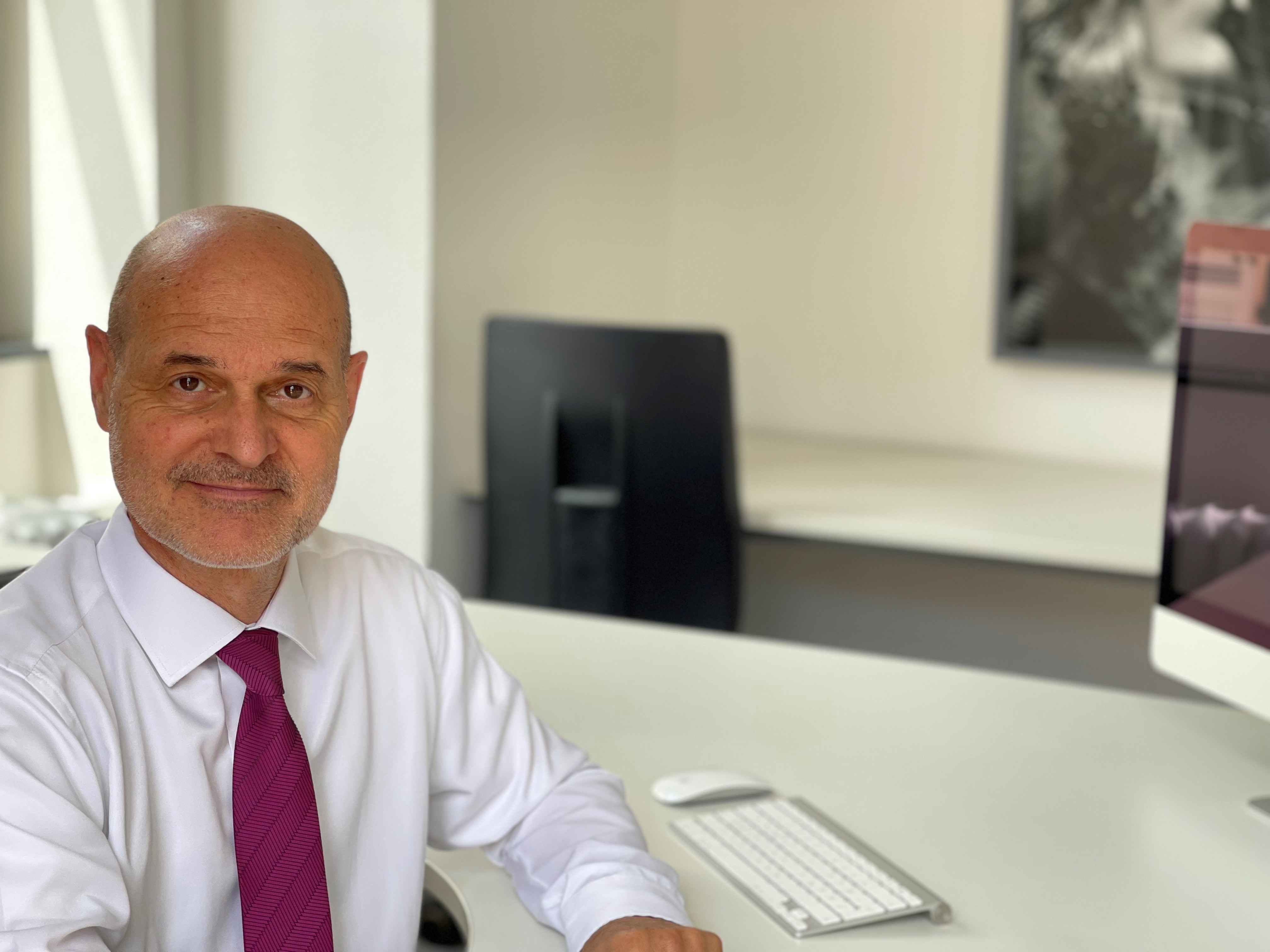
Peter Gottfried Kremsner, 2021

Peter Gottfried Kremsner (* 16. Mai 1961 in Wiener Neustadt) ist ein österreichischer Infektiologe und Tropenmediziner.

## Werdegang
Kremsner wuchs in Sigleß, Österreich, auf. Er studierte Medizin an der Universität Wien mit Promotion 1985 zum Doktor der Medizin. Seine akademische Tätigkeit als Mediziner begann er am Institut für Spezifische Prophylaxe und Tropenmedizin der Universität Wien.
1987 ging er nach Brasilien, um dort für die Superintendência de Campanhas de Saúde Pública in Rio Branco zu arbeiten.
Von 1988 bis 1996 war er Gruppenleiter am Institut für Tropenmedizin Berlin. 1990 habilitierte er sich für Tropenmedizin und Spezifische Prophylaxe an der Universität Wien. 1992 erhielt er die Umhabilitation für Tropenmedizin und Parasitologie an der Humboldt-Universität zu Berlin.
1992 übernahm er die Forschungsdirektion am Albert-Schweitzer-Hospital und gründete das medizinische Forschungszentrum in Lambaréné, Gabun, heute Centre de Recherches Médicales de Lambaréné (CERMEL), und machte es zu einem der führenden Forschungs- und Ausbildungszentren in Afrika.
1996 wurde Kremsner zum Professor für Humanparasitologie an der Universität Tübingen ernannt. Seit 2008 ist er Professor für Tropenmedizin, Reisemedizin und Parasitologie an der Universität Tübingen sowie Ärztlicher Direktor der Abteilung VII der Medizinischen Klinik und des Instituts für Tropenmedizin. Im Jahr 2014 wurde er zum Vorstandsvorsitzenden des Comprehensive Infectious Disease Center Tübingen (CIDiC) am Universitätsklinikum Tübingen ernannt.
Kremsner ist mit einer Rechtsanwältin verheiratet. Sie leben mit ihren drei Kindern in Rosenfeld. Er ist österreichisch-gabunischer Doppelstaatsbürger.

## Forschung
Kremsner führte zahlreiche Studien zu Infektionskrankheiten durch und ist Autor von mehr als 700 wissenschaftlichen Publikationen. Seit den 1990er Jahren ist er der meistzitierte Wissenschaftler auf den Gebieten der Parasitologie in Deutschland sowie der Parasitologie, Tropenmedizin und Reisemedizin in Europa (EU). Er gilt als angesehener Wissenschaftler, der während der Covid-19-Pandemie Ansteckungsrisiken und Krankheitsverläufe eingeordnet und bewertet hat. Bundesweiten Bekanntheitsgrad erlangte Kremsner durch die Leitung der Phase 2b/3-Impfstoff-Prüfstudie des im Oktober 2021 zurückgezogenen Covid-19-Impfstoffkandidaten CVnCoV des Tübinger Unternehmens CureVac.
Kremsner war Studienleiter für Schlüsselstudien zur Entwicklung von Atovaquon/Proguanil, Artesunat/Amodiaquin, Artesunat/Pyronaridin und parenteralem Artesunat zur Malariatherapie und Prophylaxe. Mit seinem Team entwickelte er außerdem eine vereinfachte Methode zur Beurteilung des Schweregrades von Malaria. Mit dieser Methode kann der Krankheitsverlauf besser vorhergesagt und mittels des sogenannten „Lambaréné-Scores“ die Malariatherapie angepasst werden. Der „Lambaréné-Score“ beruht auf den klinischen Parametern Koma und schwere Atmung und hängt nicht von Laboruntersuchungen ab. Dieser Score wurde durch Daten einer von Kremsner geleiteten Studie an 26.000 Kindern mit schwerer Malaria entwickelt.
Des Weiteren war Kremsner als Mitglied des leitenden Studienkomitees und als Koordinator der klinischen Studien in Lambaréné an der Phase-3-Prüfung des Malariaimpfstoffs RTS, S/AS01 beteiligt. Seit 2011 arbeitet er mit seinem Team an der Entwicklung von anderen Malariaimpfstoffen, insbesondere PfSPZ-basierten Impfstoffen in Zusammenarbeit mit der Firma Sanaria Inc. Gemeinsam mit Kollegen etablierte er außerdem ein kontrolliertes humanes Malaria-Infektionsmodell in Tübingen und Lambaréné. Durch die Verwendung dieses Modells kann die Zeit, die für die klinische Entwicklung von Malaria-Impfstoffen und -Medikamenten benötigt wird, erheblich verkürzt werden. Eine in Tübingen durchgeführte Probanden-Studie zur Evaluierung eines PfSPZ-Impfstoffes mit Hilfe des kontrollierten humanen Malaria-Infektionsmodells zeigte einen 100-prozentigen Schutz gegen einen homologen Malariastamm.

## Auszeichnungen
- Karl Hermann Spitzy Preis, 1990[17]
- Fellow of the Royal College of Physicians, London, 2003
- Grand Prix des Nationalen Gabuner Zentrums für Wissenschaftliche und Technische Forschung (CENAREST), 2010[18]
- Charles C. Shepard Science Award, 2015
- Adjunct Professor an der Medizinischen Universität Wien, 2016
- International Honorary Fellow of the American Society of Tropical Medicine and Hygiene, 2017[19]
- Memento-Preis für vernachlässigte Krankheiten, 2017[20]
- Honorary Professor, Hanoi, Vietnam, 2018[21]
- L’Ordre National du Merite Gabonais au Grade de Chevalier, Gabun, 2018
- EDCTP Dr. Pascoal Mocumbi Preis, 2023[22]

## Ausgewählte Publikationen
- Lell B, Mordmüller B, Dejon Agobe JC, Honkpehedji J, Zinsou J, Mengue JB, Loembe MM, Adegnika AA, Held J, Lalremruata A, Nguyen TT, Esen M, Kc N, Ruben AJ, Chakravarty S, Lee Sim BK, Billingsley PF, James ER, Richie TL, Hoffman SL, Kremsner PG: Impact of Sickle Cell Trait and Naturally Acquired Immunity on Uncomplicated Malaria after Controlled Human Malaria Infection in Adults in Gabon. In: The American Journal of Tropical Medicine and Hygiene. 98. Jahrgang, Nr. 2, Februar 2018, S. 508–515, doi:10.4269/ajtmh.17-0343, PMID 29260650 (englisch).
- Mordmüller B, Surat G, Lagler H, Chakravarty S, Ishizuka AS, Lalremruata A, Gmeiner M, Campo JJ, Esen M, Ruben AJ, Held J, Calle CL, Mengue JB, Gebru T, Ibáñez J, Sulyok M, James ER, Billingsley PF, Natasha KC, Manoj A, Murshedkar T, Gunasekera A, Eappen AG, Li T, Stafford RE, Li M, Felgner PL, Seder RA, Richie TL, Sim BK, Hoffman SL, Kremsner PG: Sterile protection against human malaria by chemoattenuated PfSPZ vaccine. In: Nature. 542. Jahrgang, Nr. 7642, Februar 2017, S. 445–449, doi:10.1038/nature21060, PMID 28199305 (englisch).
- Kremsner PG, Adegnika AA, Hounkpatin AB, Zinsou JF, Taylor TE, Chimalizeni Y, Liomba A, Kombila M, Bouyou-Akotet MK, Mawili Mboumba DP, Agbenyega T, Ansong D, Sylverken J, Ogutu BR, Otieno GA, Wangwe A, Bojang KA, Okomo U, Sanya-Isijola F, Newton CR, Njuguna P, Kazungu M, Kerb R, Geditz M, Schwab M, Velavan TP, Nguetse C, Köhler C, Issifou S, Bolte S, Engleitner T, Mordmüller B, Krishna S: Intramuscular Artesunate for Severe Malaria in African Children: A Multicenter Randomized Controlled Trial. In: PLoS Medicine. 13. Jahrgang, Nr. 1, Januar 2016, S. e1001938, doi:10.1371/journal.pmed.1001938, PMID 26757276, PMC 4710539 (freier Volltext) – (englisch).
- Efficacy and safety of RTS,S/AS01 malaria vaccine with or without a booster dose in infants and children in Africa: final results of a phase 3, individually randomised, controlled trial. In: The Lancet. 386. Jahrgang, Nr. 9988, Juli 2015, S. 31–45, doi:10.1016/S0140-6736(15)60721-8, PMID 25913272, PMC 5626001 (freier Volltext) – (englisch).
- Mordmüller B, Supan C, Sim KL, Gómez-Pérez GP, Ospina Salazar CL, Held J, Bolte S, Esen M, Tschan S, Joanny F, Lamsfus Calle C, Löhr SJ, Lalremruata A, Gunasekera A, James ER, Billingsley PF, Richman A, Chakravarty S, Legarda A, Muñoz J, Antonijoan RM, Ballester MR, Hoffman SL, Alonso PL, Kremsner PG: Direct venous inoculation of Plasmodium falciparum sporozoites for controlled human malaria infection: a dose-finding trial in two centres. In: Malaria Journal. 14. Jahrgang, März 2015, S. 117, doi:10.1186/s12936-015-0628-0, PMID 25889522, PMC 4371633 (freier Volltext) – (englisch).
- Lell B, Luckner D, Ndjavé M, Scott T, Kremsner PG: Randomised placebo-controlled study of atovaquone plus proguanil for malaria prophylaxis in children. In: The Lancet. 351. Jahrgang, Nr. 9104, März 1998, S. 709–13, doi:10.1016/S0140-6736(97)09222-2, PMID 9504515 (englisch).